# Cautha
Cautha nella mitologia etrusca era una divinità solare, ed era lei stessa sorella del Sole. Era anche la divinità dell'alba e degli inizi, e veniva spesso rappresentata mentre sorgeva dall'oceano.